# Hiperostosis porótica
La hiperostosis porótica, también llamada espongio hiperostosis, cribra crani u osteoporosis simétrica, es una lesión en los huesos del cráneo que se caracteriza por la apariencia esponjosa y porosa de la bóveda craneal como resultado del engrosamiento del diploe óseo, acompañado de un adelgazamiento de la lámina externa. Generalmente afecta al cráneo. Se identifica mediante la observación macroscópica, como pequeñas perforaciones que penetran la tabla externa del hueso y varían en tamaño y distribución. 

## Aplicaciones del concepto
Este término descriptivo se utiliza principalmente en estudios de investigación arqueológicos de restos humanos. Si bien es una lesión de origen multicausal, el registro de huesos con esta condición sugiere la existencia de episodios de malnutrición crónica en la población estudiada. Se considera que si la hiperostosis porótica afecta a un porcentaje importante de los cráneos en un estudio arqueológico, la población presentaría probablemente una nutrición deficitaria relacionada con anemia debida a déficit de hierro, que podría estar ocasionada por una dieta pobre en este elemento, pérdidas de sangre, infecciones crónicas o parásitos intestinales entre otras razones.